# Last Window: Das Geheimnis von Cape West
Last Window: Das Geheimnis von Cape West, in Japan: Last Window: Mayonaka no Yakusoku (jap. ラストウィンドウ 真夜中の約束, Rasuto Windō: Mayonaka no Yakusoku, dt. „Letztes Fenster: Mitternachts-Versprechen“), ist ein Point-and-Click-Adventure, das von dem nicht mehr existierenden Entwicklerstudio CING entwickelt und von Nintendo für den Nintendo DS veröffentlicht wurde.
Es ist der Nachfolger des Spiels Hotel Dusk: Room 215 und erschien 2010. Last Window wurde nicht in Nordamerika veröffentlicht.
Stilistisch gleicht es seinem Vorgänger. Der Held ist wieder Kyle Hyde, der im Jahr 1980 in den Cape-West-Apartments in Los Angeles lebt. Die Geschichte ist vollkommen eigenständig, obwohl sie einige Verbindungen zum ersten Teil aufweist. Ziel des Spiels ist es, ein Geheimnis, das sich um den Tod von Kyles Vater rankt, zu lüften.

## Spielmechanik
Im Wesentlichen führt man Gespräche mit anderen Charakteren und sammelt Gegenstände ein, die man dann sinnvoll im Spiel einsetzen muss. Last Window enthält eine Nachfragen-Funktion, die es ermöglicht, mit Gesprächspartnern individuell zu interagieren. Für jedes Kapitel, das man im Spiel löst, wird ein neues Kapitel in dem in das Spiel integrierten Buch Last Window freigeschaltet. Der Inhalt des Buches ergänzt die Geschichte des Spiels und wird auch durch die Entscheidungen des Spielers beeinflusst.

## Handlung
In Los Angeles wird man im Jahr 1955 Zeuge, wie ein Einbrecher erschossen wird, während er sich Zugang zu einem Tresor verschafft. 1967 liegt eine Frau gebeugt über einem Tisch in einem Raum im Hotel Cape West – offensichtlich tot. Man sieht einen Mann, der den Raum verlässt.
1980 hat Kyle Hyde gerade seinen Job verloren und fährt zu den Cape-West-Apartments, wo er lebt. Kurz bevor er das Gebäude betritt, bemerkt er eine rätselhafte Frau mit Hut und Sonnenbrille. Gleich darauf erfährt er, dass die Cape-West-Apartments am Ende des Monats abgerissen und alle Mieter zwangsgeräumt werden. Als er seine Appartementtür öffnet, findet er einen Brief, der ihn dazu auffordert, herauszufinden, welches Geheimnis sich in den Appartements und hinter einem Gegenstand namens Scarlet Star verbirgt. Angeblich wurde der Scarlet Star vor 25 Jahren in dem Gebäude versteckt. Damit beginnt die Geschichte.

## Charaktere
Kyle Hyde: Ein 34-jähriger früherer Polizist beim NYPD. Vertreter bei Red Crown, wo er zu Beginn des Spiels gefeuert wird. Der Mord an seinem Vater vor 25 Jahren ist unaufgeklärt.
Margaret Patrice: Eigentümerin von Cape West und Vermieterin. Sie kennt das ehemalige Hotel seit Jahrzehnten.
Marie Rivet: Eine verschlossene junge Frau, die, nachdem ihr Ehemann und ihr älterer Bruder bei Autounfällen ums Leben kamen, alleine in Cape West lebt.
Frank Raver: Ein älterer Herr im Ruhestand, der häufig anzutreffen ist, während er im Apartmentgebäude herumläuft.
Tony Wolf: Ein arbeitsloser Gitarrist. Er hat ständig finanzielle Probleme und leiht sich Geld von anderen Mietern in Cape West. Hält Kyle für einen guten Freund, oder zumindest für seinen besten Saufkumpanen.
Betty Meyer: Eine temperamentvolle junge Frau, die auf derselben Etage wie Kyle lebt. Arbeitet in einer Boutique.
Charles Jeunet: Ein junger Austauschstudent aus Frankreich. Er möchte Regisseur werden und versucht mit Unterstützung seiner wohlhabenden Familie in Hollywood Fuß zu fassen.
Sidney Reagan: Er besitzt Lucky’s Café in Cape Wests Erdgeschoss. Er musste nach der Scheidung seine Tochter allein erziehen. Kennt alle Vorlieben seiner Stammgäste.
Claire Reagan: Sidney Reagans Tochter im Teenageralter. Sehr optimistisch und freundlich. Hilft ihrem Vater im Café aus.
Dylan Fitchar: Hausmeister von Cape West. Er ist Liebhaber von Schmetterlingen und Edelsteinen.
Ed Vincent: Chef von Red Crown und damit von Kyle. War ein Kriminalbeamter in Los Angeles und ein Freund von Kyles Vater. Seine Gesundheit ist mit 56 Jahren recht angeschlagen.
Rachel: Sie arbeitet für Ed bei Red Crown. Sie ist Kontaktperson für Kyle, indem sie ihn anfunkt, wenn er zurückrufen soll. Sie lässt Kyle ständig abblitzen.
Mila Evans: Ein junges Mädchen, auf das Kyle schon in Hotel Dusk: Room 215 getroffen war. Sie besucht eine Kunstschule in Seattle.
Rex Foster: Ein rätselhafter Mann, der an dem ehemaligen Hotel interessiert zu sein scheint und herumschnüffelt.
Will White: Ein Mann der kürzlich nach Cape West gezogen ist. Ein wahrer Gentleman, scheint aber auf die anderen Mieter herabzusehen.
Chris Hyde: Vater von Kyle, der sein Leben vor 25 Jahren als Safeknacker verlor. Er plante seine kriminelle Karriere zu beenden, um sich mehr seiner Familie widmen zu können.
Jeanie Hyde: Mutter von Kyle. Sie lebt in New Jersey, wo sie als Krankenschwester arbeitet. Gelegentlich ruft sie Kyle an.